# کوچه کلاریون
کوچهٔ کلاریون (به انگلیسی: Clarion Alley) کوچه‌ای در سانفرانسیسکو است که بخاطر نقاشی‌های دیواری که توسط پروژه نقاشی دیواری "Clarion Alley" انجام می‌گیرد، معروف است.

## تاریخچه
در ابتدا با نام «سدر لین»، نام کوچه در حدود قرن بیستم به کلاریون کوچه تغییر یافت. این خیابان برای فعالیت‌های هنری و هنری از جمله پروژه نقاشی دیواری کوچه کلاریون، مرکز آمریکایی هند مورد توجه قرار گرفته‌است.
پروژه نقاشی دیواری کوچه کلاریون از حدود ۴۰ سال پیش در سانفرانسیسکو آغاز شد و امروز یکی از جاذبه‌های گردشگری این شهر است.
در این کوچهٔ باریک، هنرمندانی از سراسر جهان ده‌ها نقاشی دیواری ترسیم کرده‌اند که مضمون اکثر آنها سیاسی و اجتماعی است.
از ایران نیز تاکنون دو دیوار نگاره در کلاریون ترسیم شده‌است.

## دیوارنگاره‌های ایرانی در کلاریون
در میانهٔ کوچه کلاریون تصویری از ۱۰ چهرهٔ زن ایرانی در روبروی یکدیگر کشیده شده‌است.
در ابتدا چهرهٔ سه شاعر و نویسنده ایرانی در سال ۲۰۱۵ در این کوچه خلق شد و پس از آن در سال ۲۰۱۹ تصویر هفت زن کنشگر ایرانی در روبروی تصویر این سه زن ترسیم و نمادی از زنان ایران شد.
فروغ فرخزاد، سیمین بهبهانی، سیمین دانشور، نسرین ستوده، شکوفه یداللهی، نیلوفر بیانی، آتنا دائمی، سپیده قلیان، آزیتا رفیع زاده و زینب جلالیان ۱۰ زن ایرانی هستند که در این کوچه نقاشی آنها به تصویر کشیده شده‌است.

## آثار
- Shaghayegh, Cyrus. In memory of " Simin Daneshvar, Simin Behbahani, Forough Farrrokhzad, Nasrin Soutodeh, Shekoufe Yadollahi, Niloufar bayani, Atena Daemi, Sepide Gholiyan, Azita rafizade and Zeynab Jalaliyan. Clarion alley mural project in collaboration with Ck1, San Francisco CA

۲۰۱۵–۲۰۱۹
- Murray, Julie. "Moving Stairway to Heaven" in Street Art San Francisco: Mission Muralismo, Jacoby, Annice, ed. NY: Abrams, 2009. p 126
- Noble, Aaron. "The Clarion Alley Mural Project" p. 113 and "Vatos Mexicanos Locos" p. 122 in Street Art San Francisco: Mission Muralismo, Jacoby, Annice, ed. NY: Abrams, 2009
- Rapoport, Lynn. "Wall space: The Clarion Alley Mural Project uses public art to paint a home," San Francisco Bay Guardian, October 23, 2002[۷]